# Otto Strobl
Otto Strobl (* 19. Juni 1927 in Wiesen im Burgenland; † 16. Februar 2019 in Eisenstadt) war ein österreichischer Komponist, Musikpädagoge, und Chorleiter.

## Biografie
Otto Strobl wuchs in einer Familie mit musikalischem Hintergrund auf. Sein Vater war Kantor-Lehrer des Ortes, die Mutter Organistin. Er lernte Violine bei seiner Mutter und Orgel bei seinem Vater. In den Jahren von 1945 bis 1948 studierte er an der Universität für Musik und darstellende Kunst Wien Tonsatz bei Alfred Uhl sowie Musikpädagogik und Orgel bei dem Wiener Domorganisten Karl Josef Walter. Parallel dazu studierte er Geschichte an der Universität Wien und legte hier im Jahr 1950 seine Lehramtsprüfung ab.
Nach seinem Studium war er ab 1949 Lehrer am Bundesrealgymnasium (BRG) Eisenstadt, er wechselte 1959 an die Pädagogische Hochschule Burgenland. Von 1967 bis 1987 hatte er eine Lehrtätigkeit am Joseph-Haydn-Konservatorium in Eisenstadt. Außerdem war er Organist am Dom zu Eisenstadt. Ab 1947 war er Dirigent verschiedener Chöre (Kirchenchöre, Jugendchöre) und seit 1950 für 40 Jahre Dirigent des Haydnchors in Eisenstadt und Bundeschormeister im Burgenländischen Chorverband. Seit 1992 war er im Ruhestand.

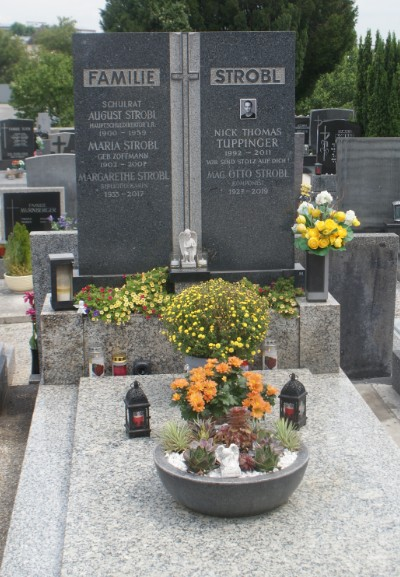
Grabstätte von Otto Strobl

Otto Strobl wurde am 1. März 2019 am Stadtfriedhof (Grabnummer 84) in Eisenstadt beigesetzt.

## Auszeichnungen
- Kery-Kultur Preis,
- 1977: Förderungspreis des Burgenlandes
- 1988: Würdigungspreis des Burgenlandes
- 1997: Komturkreuz Burgenland

## Werke (Auswahl)
Sein Werk als Komponist hat den Schwerpunkt bei Chormusik, Orchester, Blasorchester und Messen, aber auch dramatische Musik.

### Orchesterwerke
- Suite für Streichorchester (1967)[6]
- Concertino für Violine und Orchester (1970)[6]
- Tanzsuite für kleines Orchester (1975)[6]
- Zweite Suite für Streichorchester – „Pannonische“ (1977)[6]
- Poèmes für Altsaxophon, Harfe und Streicher (1979)[6]
- Scherzo semi seria für großes Blasorchester (1984)[6]
- Concertino für Klarinette und Orchester (1989)[6]
- Sinfonische Suite (1989)[6]
- Concertino für Violine, Violoncello und Orchester (1994)[6]
- Musik für Englischhorn und Orchester (1994)[6]

### Geistliche Musik
- Adventsmusik – Septett für zwei Trompeten, zwei Violinen, Viola, Violoncello und Kontrabass mit Solostimme Sprecherin (1969)[6]
- Heiligenkantate (1969)[6]
- Auf, ihr Hirten – Weihnachtsmesse nach Weihnachtsliedern aus Pamhagen (1973)[6]
- Dialoge – Kantate für Chor und Orchester mit Solostimme Bariton (1974)[6]
- Gebete aus der Arche (1974)[6]
- Cantata mystica – nach Texten von Christine Lavant (1984)[6]
- Deutsche Messe für Verstorbene – für Chor und Orgel solo (1986)[6]
- Eisenstädter Messe – für Chor und Orgel solo (1986)[6]
- Messe St. Augustinus – für Chor und Orgel solo (1986)[6]
- Messe Kremsmünster – Solo für 5-stimmigen Chor (1986)[6]
- Wir sind... – Kantate für Soli, Chor und Harfe nach Texten von Hugo von Hofmannsthal (1987)[6]
- St. Georgener Messe (1989)[6]
- Advent-Kantate – nach Texten von Helmut Stefan Milletich (1993)[6]
- Franziskus-Oratorium für Soli, Chor und Orchester – nach Texten von Helmut Stefan Milletich (1993)[6]
- Missa in e (1993/1996)[6]
- Herbst-Kantate – nach Texten von Helmut Stefan Milletich (1994)[6]
- Missa in honorem S. Mariae – für gemischten Chor und Orgel solo (1995)[6]
- 1996: Meditationen und die Historie von Hiob – Multimedienspiel für Orgel, Solo-Bariton, Sprecher, Chor und Cembalo (1996)[6]

### Opern
- Die goldene Gans – Kinderoper nach Texten von Helmut Stefan Milletich (1996)[6]
- Die braven Mädchen – Kinderoper nach Texten von Johann Nestroy und Otto Strobl (1988)[6]
- Legende um Sylvia. – Kinderoper nach Texten von Helmut Stefan Milletich (1988)[6]
- Ein Zerwürfelnis. Kinderoper nach Texten von Jutta Treiber (1990)[6]
- Die Bremer Stadtmusikanten. – Kinderoper nach Texten von Helmut Stefan Milletich (1991)[6]

### Gesangsstücke
- Zwölf Lieder nach Josef Weinheber „O Mensch, gib acht“ –  für Gesang und Klavier (1955)[6]
- Am dunklen Himmel zieht der Mond für Mezzosopran, Bariton, Flöte und Streicher (1955)[6]
- Carmina Pannonica – Zwölf Orchesterlieder nach Texten von Helmut Stefan Milletich (1985)[6]
- Frauengedichte – Liederzyklus für Sopran und Klavier (1996)[6]